# Ifa Bayeza
Ifa Bayeza, pseudonimo di Wanda Williams (Trenton, 1958), è una drammaturga, produttrice teatrale, direttrice artistica e artista teatrale concettuale statunitense.
Ha scritto la commedia The Ballad of Emmett Till, che le ha valso l'Edgar Award come miglior opera nel 2009. È sorella di Ntozake Shange di cui ha diretto A Photograph: Lovers in Motion, che faceva parte del 2015 Year of the Woman Play Reading Series in New York City della Negro Ensemble Company.

## Biografia
Ifa Bayeza, vero nome Wanda Williams, nacque in una famiglia afroamericana di classe media a Trenton, New Jersey. Ha cambiato il suo nome in Ifa Bayeza,  affermando che il cambio di nome era un modo di rivendicare la sua eredità e ha descritto questo cambiamento come un rito di passaggio. Ha affermato che stava "abbracciando un'Africanità che non conoscevo, ma che sentivo, ma mantengo ancora l'essenza di Wanda". È stata cresciuta dai suoi genitori, Paul T. Williams, un medico e fervente difensore dei diseredati ed Eloise Williams, educatrice e assistente sociale psichiatrica.
Bayeza crebbe nella sezione di Lawrenceville di Lawrence Township, Contea di Mercer (New Jersey) e si diplomò alla Lawrence High School.

### Famiglia
La famiglia di Bayeza ha una lunga storia di lavoro per la giustizia sociale. I suoi fratelli sono: Ntozake Shange, una drammaturga e poetessa femminista; Paul Williams Jr., amministratore del Board of the Dormitory Authority per lo Stato di New York e Bisa Williams (nata Andrea Williams), ufficiale di carriera del Servizio diplomatico che ha prestato servizio come ambasciatore degli Stati Uniti in Niger dal 2010 al 2013. Tutti e quattro i fratelli hanno ricevuto un'istruzione universitaria, concentrandosi rispettivamente sulla diplomazia estera, la drammaturgia teatrale, la poesia e la legge. I genitori di Bayeza condividevano l'interesse per le arti e incoraggiavano la sua educazione artistica. La sua famiglia ospitava importanti figure di colore nella loro casa, come W.E.B. Dubois.

### Carriera
Bayeza e Shange hanno scritto insieme Some Sing, Some Cry, un romanzo di 600 pagine su sette generazioni di donne di colore e le loro identità personali. Le sue opere per il palcoscenico comprendono Amistad Voices, Club Harlem, Kid Zero, Homer G & the Rhapsodies e The Ballad of Emmett Till.
The Ballad of Emmett Till parla di un ragazzo di 14 anni nelle zone rurali del Mississippi che fu torturato e ucciso perché fischiava contro una donna bianca. Questo spettacolo ha fatto ottenere alla Bayeza una borsa di studio come artista in sede da parte del Rites and Reason Theater della Brown University e del Providence Black Repertory Theater. Amistad Voices è ambientato nel 1839 e racconta di circa 53 africani che si ribellarono su una nave di schiavi spagnola, combattendo contro la legalità della schiavitù. Bayeza andò in Etiopia per lavorare su un progetto personale, creando immagini di antichi siti religiosi lungo il Nilo. È stata la scenografa originale e la drammaturga originale per la produzione di For Colored Girls della Shange al New Federal Theatre e al Public Theatre.

### The Ballad of Emmett Till: accoglienza della critica
Steve Oxman ha recensito il lavoro di Bayeza su Variety.com, complimentandosi con il suo lavoro e la sua raffigurazione di Emmett Till descrivendolo come "estremamente dettagliato e, anche se forse sembra un pizzico idealizzato, è anche con i piedi per terra. Ella ha messo perfettamente in scena il suo fischio a una donna bianca come atto innocente." Tuttavia Oxman non era un fan del personaggio Jimmy Hicks, un giornalista, sostenendo che sembrava "un cliché drammatico". Nel 2010 questo spettacolo è stato eseguito nel Fountain Theatre di Los Angeles. Il regista originale, Ben Bradley, fu improvvisamente assassinato e la produzione fu ripresa da Shirley Jo Finney. Nella recensione di Kathleen Foley dell'opera, oltre a elogiare la regia di Finney, ha dichiarato che il racconto di Bayeza ha reso il destino di Till ancora più terrificante, affermando che "In quello lei riesce, brillantemente. Non commettere errori: sarai devastato".
La commedia è stata eseguita nello Ion Theater di San Diego nel 2017. Lo spettacolo è stato co-diretta da Yolanda Franklin e Claudio Raygoza ed ha presentato un gruppo di sei personaggi. Nella sua recensione, David L. Coddon ha dichiarato che "l'ultima mezz'ora di questa produzione di 95 minuti è la più devastante per il pubblico". Ha continuato dicendo che il dramma termina con una nota di speranza che crea ottimismo per un nuovo mondo.

## Premi
- 2009 Edgar Award per la migliore commedia
- 2007 Borsa di studio Eugene O'Neill per drammaturghi
- 2003 Borsa di studio Arna Bontemps Centennial Writer e il Tuck School Minority Business Executive Program (MBEP)
- 2010 Backstage Garland Award per il miglior lavoro teatrale